# Jean-Claude Kakou
Jean-Claude Kakou est un journaliste et présentateur de télévision congolais, figure emblématique de l'audiovisuel en république du Congo depuis les années 1980. Diplômé de l'École supérieure de journalisme de Lille, il s'est fait connaître comme présentateur vedette du journal télévisé de Télé Congo. Réputé pour son professionnalisme, sa diction soignée et son style élégant, il a marqué plusieurs générations de téléspectateurs congolais. Tout au long de sa carrière, il a également exercé des fonctions de consultant en communication au sein de l’administration congolaise. Son parcours, à la fois journalistique et institutionnel, reflète les mutations du paysage médiatique congolais sous différents régimes politiques.

## Biographie

### Jeunesse et formation
Jean Claude Kakou est né en 1954 à Brazzaville, en république du Congo. Il est titulaire d’une licence en lettres de l’université de Brazzaville devenue université Marien‑Ngouabi. Il poursuit ses études en France, où il intègre l’école supérieure de journalisme de Lille, alors dirigée par Hervé Bourges. Il en sort diplômé en 1980 .

### Carrière professionnelle
À son retour au Congo en 1981, il commence à travailler pour la radiodiffusion publique, avant de se faire connaître comme présentateur du journal télévisé de 20 h sur Télé Congo[réf. souhaitée].
Sous le régime de Denis Sassou Nguesso, il est longtemps présentateur vedette, puis devient grand reporter. Avec l’arrivée au pouvoir de Pascal Lissouba, il est temporairement repoussé dans l’ombre de l’écran, avant de retrouver une place privilégiée après le retour de Sassou à la présidence .
Parallèlement à ses fonctions journalistiques, il exerce aussi comme consultant en communication auprès de la présidence de la République et du ministère des Affaires étrangères.

### Style et réputation
Jean‑Claude Kakou est considéré comme l’un des journalistes les plus reconnus et appréciés des congolais. Il est loué pour son professionnalisme, sa diction soignée et un style proche de celui d’Yves Mourousi, célèbre présentateur français. Toutefois, certains critiques lui reprochent une proximité avec le pouvoir, l’accusant d’œuvrer davantage à la propagande officielle qu’au journalisme indépendant, ce qui serait, selon certains observateurs, une adaptation nécessaire au contexte politique du pays.

## Distinctions
En 2010, Jean‑Claude Kakou reçoit le prix Pool Malebo des trophées Muana Mboka à Kinshasa, récompensant son apport à la télévision congolaise[source secondaire souhaitée].

## Héritage
Longtemps figure emblématique de Télé Congo, il a marqué l’histoire des médias audiovisuels au Congo par sa rigueur professionnelle et son influence dans la présentation des informations nationales. Son nom reste associé à une époque où l’information télévisée visait à combiner clarté, prestige et fidélité aux valeurs du service public officiel.